# Štatenberk
Štatenberk – wieś w Słowenii, w gminie Mokronog-Trebelno. W 2018 roku liczyła 51 mieszkańców.